# Třída Assad al-Tadjier
Třída Assad al-Tadjier (či třída Wadi Mŕagh) byla třída korvet libyjského námořnictva, odvozená od italského modelu Fincantieri Tipo 550. Dle stejného konceptu byla postavena ještě ekvádorská třída Esmeraldas, irácká třída Abdullah ibn Abi Serk. Třída se skládá ze čtyř jednotek. Všechny byly vyřazeny v 90. letech.

## Stavba

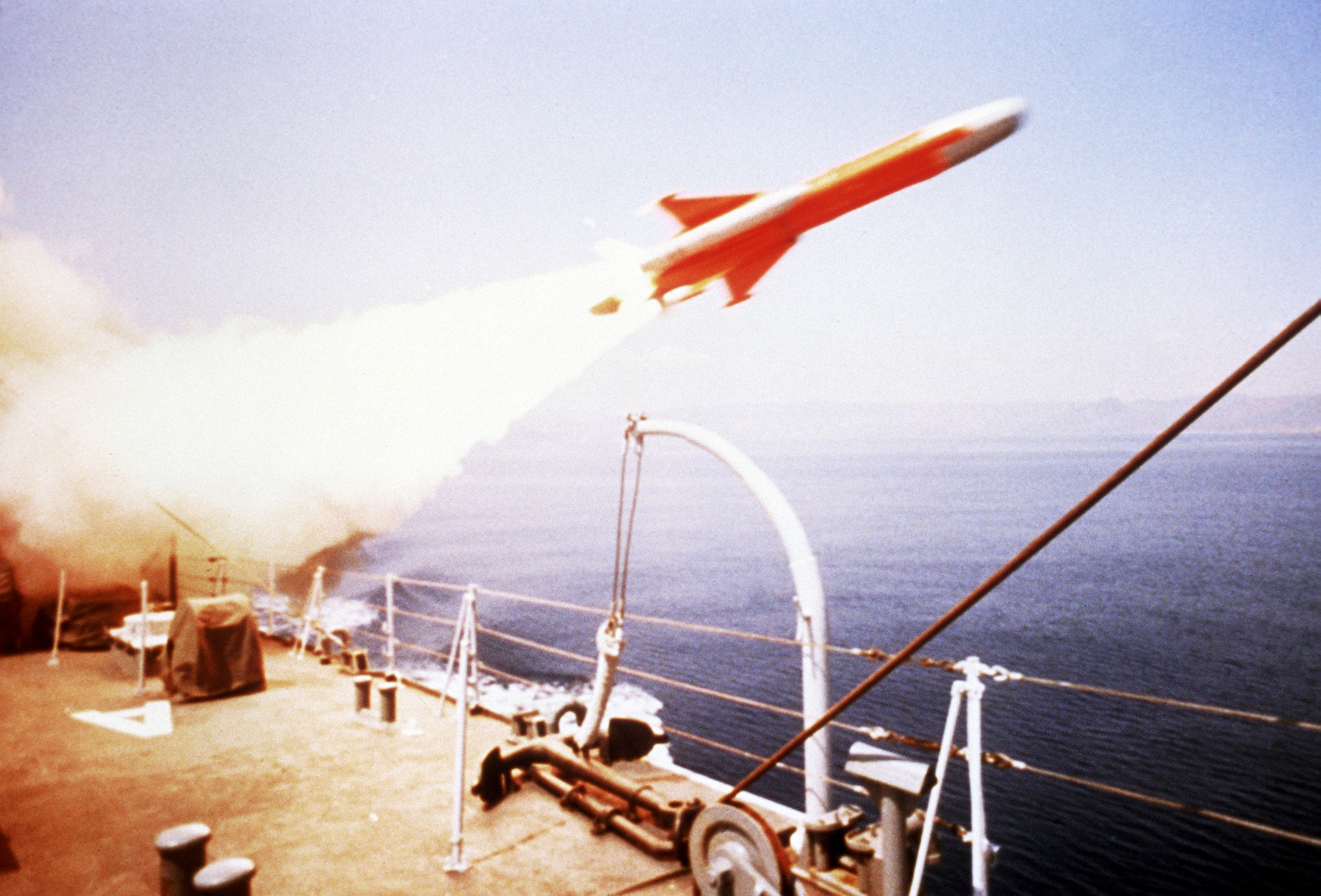
Vypuštění protilodní střely Otomat

Stavba čtyř jednotek této třídy byla Libyí objednána v italské loděnici Fincantieri. Na vodu byly spuštěny v letech 1977–1979. Jejich původní jména byla Wadi Mŕagh, Wadi Majer, Wadi Marseat a Wadi Magrawa, od roku 1981 ale byly přejmenovány na Assad al-Tadjier, Assad Al Tougour, Assad Al Kalij a Assad Al Hudud.

## Konstrukce
Na přídi se nachází dělová věž s jedním dvouúčelovým 76mm kanónem OTO Melara Compact. Za hlavní nástavbou jsou dále umístěny dva trojhlavňové 324mm protiponorkové torpédomety, užívané pro lehká protiponorková torpéda a čtyři kontejnery italských protilodních střel Otomat Mk 1. Na zádi je umístěna dělová věž s dvojicí 35mm kanónů Oerlikon.
Pohonný systém tvoří čtyři diesely MTU. Nejvyšší rychlost lodí dosahuje 31,5 uzlu.